# スラッシュ (記号)
スラッシュ（英語: slash）、スラント（英: slant）、ソリドゥス（英: solidus）、または斜線（しゃせん）は、約物の一つで、「/」と書き表される。
ただし、斜線と言う場合には、いわゆるバックスラッシュ（\）や、約物以外のさまざまな斜めの線が含まれるので、一般にはスラッシュと呼ばれることが多い。

## 国際的な用法

### 日付
算用数字で表した年月日または月日の区切りとして用いる。日付の順序は国・言語によって異なり、これを「エンディアン」という。
例えば、2010年11月8日は次のとおりである。括弧内の表記は年を省略した11月8日を表す。
- 2010/11/8 (11/8) - 日本、中国、韓国など（ビッグエンディアン）
- 11/8/2010 (11/8) - アメリカ合衆国など（ミドルエンディアン）
- 8/11/2010 (8/11) - イギリス、フランス、イタリア、イスラエルなど（リトルエンディアン）
- 8.11.2010 (8.11) - ドイツ

日付と時間の国際規格であるISO 8601では、ビッグエンディアンのみが認められており、かつ区切りにはスラッシュは用いず、「-」（ハイフン）を用いる。なお、年を省略した「11-08」のような記法は存在しない。
- 2010-11-08 - ISO 8601

西暦を下二桁で表記する慣用もあり、また2桁になるように0（ゼロ）を先行させる場合もある（ISO 8601では4桁が必須）。その場合は、
- 10/11/8 (11/8) または 10/11/08 (11/08) - 日本、中国、韓国など（ビッグエンディアン）
- 11/8/10 (11/8) または 11/08/10 (11/08) - アメリカ合衆国など（ミドルエンディアン）
- 8/11/10 (8/11) または 08/11/10 (08/11) - イギリス、フランス、イタリア、イスラエルなど（リトルエンディアン）
- 8.11.10 (8.11) または 08.11.10 (08.11) - ドイツ
- ISO 8601には西暦を下二桁で表記する記法は存在しない。

ISO 8601では、スラッシュは期間を表す。例えば、「2004-01-31/2005-01-30」は「2004年1月31日から2005年1月30日」を表す（ISO 8601#期間、時間間隔）。
ヨーロッパ諸国では、ユリウス暦からグレゴリオ暦への移行時期に、混乱を防ぐため、ユリウス暦とグレゴリオ暦の日付をスラッシュを挟んで併記していた。

### 科学・数学・比率
- 分数で、縦のスペースを節約したいときや、分数形式だと式が読みづらくなるときなど、{\displaystyle \textstyle {\frac {1}{3}}} = 1⁄3 = 1/3 （3分の1）のように書く。
  - 日本語圏や英語圏などでは割り算の演算子を「÷」で表すが[2]、コンピュータなどでは「÷」が基本的な文字セット（ASCIIなど）に含まれていないため、分数として捉えて代わりに「/」を使う。多くのプログラミング言語でこの記法が採用されている（下記#コンピュータにおけるスラッシュ参照）。
  - SI組立単位の単位記号で、割り算を表す。例えば、m/s（メートル毎秒）。
- 数学において、それ以外にも各種の割り算（商）を表す。場合によっては、2つ以上のスラッシュを並べる（例えば GIT 商（英語版））。
- 他の記号に重ねて書いて、「〜でない」を表す。たとえば、「≠」（イコールでない）。
- グラフや統計図表においてスケールが大きく異なる値を同じ図面上に掲載したい時、軸を割る形で記号を2つ繋げて「―//―」と書き、実際には大きく間が空いているにもかかわらず軸の途中が省略されていることを示す。
- 為替レートで例えば「USD/JPY」と書いたときは、「1USD（USドル）が何JPY（日本円）か」、すなわち1USDの価値を1JPYの価値で割った値を示す。（2012年時点では、USD/JPY ≒ 80。[3]）組立単位（1 USD毎JPY）だと考えてはいけない[4]。

### 接続詞的用法（結びつき）
- 文脈によって「または」か「および」を表す。以下の例は英語の場合であるが、多くの言語で使われる。
  - green and/or small car = 緑色でかつ（and）小さい車、または、緑色であるかもしくは（or）小さい車。要するに、緑色の車と小さい車の両方（緑色かつ小さい車を含む）を指す。
  - the Ernest Hemingway/William Faulkner generation = アーネスト・ヘミングウェイやウィリアム・フォークナーの世代
  - F/A-18 = 戦闘機（F）兼攻撃機（A）
- 両A面シングルの曲タイトルを連記するのに使われる。たとえば、「ガラスの林檎/SWEET MEMORIES」。
- 航空券における出発地・到着地の表記やコードシェア便の表記。同一都市に複数の空港が含まれる場合は「都市名/空港名」と表記される場合があり、「東京/羽田」「東京/成田」「大阪/伊丹」「大阪/関空」などと表記される（他には都市名、空港名いずれかが括弧書される場合がある[5]ほか、「東京 - 成田」のようにハイフンで結ばれる場合もある[6]）。コードシェア便についても同様に、「AA154/JL7010[5][7]」などの表記が見られる。

### 記号的用法
- 何かに重ねて書いて、取り消しを表す。
- チェックマークがスラッシュのような字形で書かれることがある。
- ボウリングでスペアを表す。ただし、手書き以外では、右下を塗りつぶし黒い直角三角形にすることが多い。
- アマチュア無線では、常置場所とは異なる場所で運用する無線局（移動運用局）であることを示すために、呼出符号に「/」を付け、運用地を示す英数字を加える[8]。この際の発音は、世界的には「ストローク」（英語: stroke）が一般的であるが、日本国内では「ポータブル」（英: portable）と読まれることが多い。なお、この用法以外にも、呼出符号に情報を付加するために「/」を用いるケースもある。

### 文章
- 詩行や歌詞の行を区切るのに、改行のかわりに用いる。チェスのFEN記法でも使われている。

### 文字
- ダイアクリティカルマークとしてスラッシュを重ねた文字がさまざまな言語で使われる。代表的なのは、デンマーク語などの「ø」。Unicode では STROKE と呼んでいる。ストローク符号を参照。
- 0（ゼロ）とO（オー）の区別のために、ゼロにスラッシュを付けた斜線付きゼロで表す場合がある。

### 名称
- スラッシュドット（/.）は電子掲示板。
- グレッグ・ベアの小説のタイトル『/』（日本語題『斜線都市』）。

## 特定の言語圏での用法

### 日本語
- 音楽CDのタイトルとアーティストを連記するのに使う。たとえば、「勝手にシンドバッド/サザンオールスターズ」。この記法は両A面シングルの曲名表記と紛らわしいことがある。
- JR西日本の駅名標は、隣の駅が2方向以上ある駅については、スラッシュで分けている。
- インターネットスラングで、顔文字の一種。文末に複数個で使用して恥ずかしさや照れを表す[9]。「例：だめっ///」
- 競技クイズで、早押しクイズの記録集において、問題文中で早押しボタンが押されたところを表す[10]。「例：日本で一番高い山/は何？」

### 英語
- 頭字語を表す。たとえば、「B/S」はBalance Sheet（貸借対照表）。
- シリングとペニーの区切りに使う。たとえば、「1/6」は1シリング6ペンス。
- 例えば「7/8 May」は5月7日から5月8日にかけての夜。
- 金額で、「/-」で補助通貨の桁が0であることを示す。たとえば「$10/-」は「10ドル0セント」。
- 同人創作活動において、カップリングを表す際に、日本語の「×」の代わりに用いられる。

## コンピュータにおけるスラッシュ
現代のコンピュータキーボードには標準的に装備されている。
- 106キーボードや109キーボードにおいて、「・」（「?」「め」がともに印字されているキーボード）を入力した状態で変換すると半角および全角の「/」が候補に現れる。
- 除算の演算子として用いる。例えば6を2で割る場合は 6/2 のように記す。
- いくつかのプログラミング言語で、次の形でコメントを表す。
  - 「/* 〜 */」で、その間がコメントであることを表す。C言語など。
  - 「// 〜」で、そこから行末までがコメントであることを表す。C++など。
- PythonやPerl（バージョン5.10以降）のように、ダブルスラッシュ//をひとつの演算子として扱う言語もある。
- UNIXオペレーティングシステムにおいて、パス区切り記号として、ディレクトリ（パーソナルコンピュータのフォルダと類似の概念）を表し、ディレクトリ名の後（あるいは、ネットワーク内のコンピュータ名の後）に置かれる。また、「//」で、ネットワーク全体を表す。UNIXではないがネットワーク上でUNIXのように振る舞っているコンピュータもこれに準じ、したがって、インターネットのURLでも同様である。
- スーパーユーザーを表す。
- Internet Relay Chatなど、環境によってはコマンドの識別子として用いられる。また、MS-DOSのように、コマンドに与えるオプションの区切り文字（開始記号）としてスラッシュを用いる場合もある。
- IPアドレスにおいて、アドレスの後にスラッシュと数値をつなげることで、あるアドレス範囲を示す。CIDRも参照のこと。

## 符号位置
| 記号 | Unicode | JIS X 0213               | 文字参照                 | 名称                                                 |
| ---- | ------- | ------------------------ | ------------------------ | ---------------------------------------------------- |
| /    | U+002F  | 0x2F (JIS X 0201) 1-1-31 | &#x2F; &#47;             | solidus                                              |
| ̷     | U+0337  | -                        | &#x337; &#823;           | combining short solidus overlay                      |
| ̸     | U+0338  | -                        | &#x338; &#824;           | combining long solidus overlay                       |
| ⁄    | U+2044  | -                        | &frasl; &#x2044; &#8260; | fraction slash                                       |
| ∕    | U+2215  | -                        | &#x2215; &#8725;         | division slash                                       |
| ╱    | U+2571  | -                        | &#x2571; &#9585;         | box drawing light diagonal upper right to lower left |
| ／   | U+FF0F  | 1-1-31 (代替名称)        | &#xFF0F; &#65295;        | fullwidth solidus                                    |